# Cheri-tep-nesu
Der Titel Cheri-tep-nesu beschreibt ein hohes Amt im Alten Ägypten, das von Prinzen, Würdenträgern und hochrangigen Beamten ausgeübt wurde. Der Titel ist seit der 2. Dynastie belegt.

## Geschichte
Der Titel Cheri-tep-nesu ist mindestens seit König Ninetjer der 2. Dynastie sicher belegt. Er erscheint in Siegelabdrücken auf Tonkrugverschlüssen aus Nilschlamm sowie in Gefäßinschriften. Bekannte Cheri-tep-nesu dieser Zeit sind unter anderem Nebhetep und Inichnum.

## Aufgaben
Der Titel Cheri-tep-nesu bedeutet wörtlich: „Der unter dem Kopf des Königs ist“, oder auch: „Kopfstütze des Königs“. Es ist nicht überliefert (und auch nicht mehr rekonstruierbar), welche Aufgaben genau der Träger dieses Titels innehatte. Sicher scheint nur, dass er an Personen verliehen wurde, die dem König direkt und persönlich unterstellt waren, was wiederum impliziert, dass er nur von Prinzen und direkten Verwandten des Königs getragen wurde. Möglicherweise war der Cheri-tep-nesu ein Berater des Königs, ähnlich dem Iripat. Oder er war der Kammerdiener des Königs. Ab dem Alten Reich verlor der Titel an Exklusivität und ab dem Mittleren Reich war er nur noch schmückender Beititel.